# Centro de Arte Contemporáneo Rosenthal
El Centro de Arte Contemporáneo Rosenthal (en inglés: Contemporary Arts Center, CAC) es un edificio que alberga exposiciones temporales de arte contemporáneo, situado en Cincinnati, Ohio (Estados Unidos).
Fue diseñado por la arquitecta Zaha Hadid, en un concurso ganado en 1998.
El estilo del edificio es decontrustivista, dando apariencia de un grupo de cajas de aluminio negro mate y hormigón blanco apiladas, formando un claro efecto dinámico.